# Kämpfe um Tschassiw Jar
Die Kämpfe um Tschassiw Jar sind die seit April 2024 laufenden Gefechte um die ukrainische Stadt Tschassiw Jar in der Oblast Donezk im Russisch-Ukrainischen Krieg.

## Hintergrund und strategische Bedeutung
Ein Kriegsziel der russischen Föderation ist die vollständige Einnahme des Donezbeckens (Donbass), d. h. die Oblaste Donezk und Luhansk, die sie bereits im Jahr 2022 formal annektierte.
Seit der russischen Einnahme der Stadt Awdijiwka im Februar 2024 gilt Tschassiw Jar als nächstes Angriffsziel der russischen Streitkräfte.
Tschassiw Jar liegt 10 Kilometer westlich der im Mai 2023 von russischen Truppen eroberten Stadt Bachmut und somit zwischen Bachmut und der westlich von Tschassiw Jar gelegenen Stadt Kostjantyniwka, die zusammen mit Kramatorsk die regionalen Zentren des westlichen Teils der Oblast Donezk bilden, die unter ukrainischer Kontrolle sind.
Tschassiw Jar liegt auf einer Anhöhe – was ein strategischer Vorteil für die Kriegspartei ist, die sie hält. So diente sie den ukrainischen Streitkräften während der Schlacht um Bachmut als Sammelpunkt und als Artillerieposten. Aufgrund des Munitionsmangels bei den ukrainischen Streitkräften konnte diese die günstigere Feuerposition bis einschließlich April 2024 nur eingeschränkt zu ihrem Vorteil nutzen. Da sich westlich der Stadt weitgehend flaches bzw. offenes Gelände befindet, wären dort gelagerte ukrainische Verbände bei einer russischen Einnahme der Stadt ungeschützt. Nach Angaben eines ukrainischen Kommandeurs könnten die russischen Streitkräfte die Gebäude in Tschassiw Jar nach einer Einnahme der Stadt nutzen, um zwischen ihnen Flugabwehrsysteme und anderweitige Ausrüstung zu platzieren. Östlich vor Tschassiw Jar befindet sich der Siwerskyj-Donez-Donbas-Kanal, der de facto ein Panzergraben ist und somit demjenigen ein Vorteil ist, der die Stadt hält.
Durch Tschassiw Jar und das ca. 10 Kilometer südwestlich gelagerte Kostjantyniwka verlaufen wichtige Versorgungsrouten der ukrainischen Streitkräfte in der Ostukraine. Ein ukrainischer Rückzug aus den beiden Städten könnte die gesamte Verteidigung der noch unter ukrainischer Kontrolle stehenden Gebiete im Donbass gefährden.
Das ukrainische Militär prognostizierte im April 2024, dass Russland bis zum 9. Mai (dem Tag des Sieges) Tschassiw Jar erobert haben wolle. Nach Einschätzung des österreichischen Offiziers und Historikers Markus Reisner versuchen die ukrainischen Streitkräfte die russischen Vorstöße bei Tschassiw Jar so lange wie möglich zu verzögern, um die hinter bzw. westlich der Stadt liegenden Verteidigungsstellungen weiter ausbauen zu können. Sollte die Stadt in die Hände der russischen Streitkräfte fallen, gäbe es nach Angaben eines ukrainischen Kommandeurs im Anschluss Stellungskriege von Dorf zu Dorf, weil sich im Hinterland keine größeren Bauwerke wie Fabriken befinden, in denen sich die ukrainischen Truppen längere Zeit halten könnten.

## Verlauf
Ab der Jahreswende 2023/2024 begannen die russischen Streitkräfte Tschassiw Jar intensiver zu beschießen. In jenen Monaten bis April 2024 wurden die Verteilstelle für Hilfsgüter und das Stadttheater, in dem sich Hilfsorganisationen eingerichtet hatten, durch russischen Beschuss zerstört. Bei dem Beschuss der Stadt setzten die russischen Streitkräfte unter anderem Gleitbomben ein. Die ukrainische Luftabwehr ist laut Reportage der Neuen Zürcher Zeitung bei Tschassiw Jar zu ausgedünnt, um den Beschuss zu neutralisieren. Im Frühjahr 2024 befanden sich noch etwa 800 der vor Kriegsbeginn 12.000 Einwohner in der Stadt. Nach Angaben des Bürgermeisters Sergiy Chaus gab es in Tschassiw Jar im Frühjahr 2024 „kein einziges intaktes Haus“ mehr.
Am 29. Februar wurden von der Ukraine Kämpfe um Tschassiw Jars Nachbarorte Iwaniwske und Bohdaniwka gemeldet.
Als Beginn der Kämpfe um Tschassiw Jar kann der 4. April 2024 betrachtet werden, als erstmals von beiden Kriegsparteien Kämpfe am äußersten Rand eines Vororts gemeldet wurden. Das Institute for the Study of War hatte noch am selben Tag berichtet, dass die russischen Streitkräfte bis an den östlichen Rand von Tschassiw Jar vorgedrungen waren und sie dort auf ukrainischen Widerstand trafen. Laut der ukrainischen Armee setzten die russischen Streitkräfte dabei „von gepanzerten Kampffahrzeugen unterstützte Infanterie“ und Kampfjets ein.
Weil die Intensität und Bedeutung des Drohnenkriegs im Russisch-Ukrainischen Krieg im Sommer 2023 zunahm, konnten ukrainische Panzerbesatzungen eigener Aussage zufolge in der Umgebung von Tschassiw Jar nicht mehr (anders als angeblich noch während der Schlacht um Bachmut) tagsüber und nahe feindlicher Stellungen operieren. Russland setzt bei Tschassiw Jar mitunter Drohnen ein, die Mobilfunkantennen simulieren, weshalb sich nicht im Flugzeugmodus befindende Mobiltelefone mit ihnen verbinden und ihre Standorte an die Drohnen weitergeben.
Beobachter wiesen im April 2024 darauf hin, dass die Stadt sowie die direkte Umgebung möglicherweise weniger gut verteidigt seien als bisher angenommen, demnach seien am 4. April russische Panzerfahrzeuge auf keine Minen gestoßen, was es ihnen ermöglicht habe, den Ostteil der Stadt zu erreichen.
Am 19. April behauptete der ukrainische Militäranalyst Kostyantyn Mashovets, dass die russischen Streitkräfte aus drei Gegenden östlich von Tschassiw Jar aus versuchten, der Stadt näherzukommen: 1. von Bohdaniwka-Kalyniwka aus, 2. entlang der Autobahn T0504 (von Bachmut aus) und 3. von Iwaniwske-Klischtschijiwka aus.
Am 21. April 2024 behauptete das russische Verteidigungsministerium, dass Bohdaniwka eingenommen worden sei.
Bis einschließlich April 2024 besaß Russland aufgrund des ukrainischen Munitionsmangels eine totale Luftüberlegenheit bei Tschassiw Jar. So flogen russische Su-25 mehrmals Einsätze über Tschassiw Jar und lieferten den russischen Truppen somit Luftunterstützung. Ende April berichtete der ukrainische Kommandeur der 5. Sturmbrigade, dass die russischen Truppen vor allem deshalb im Vorteil seien, weil die ukrainischen Truppen erschöpft seien und ihre Einheiten im Gegensatz zu den russischen Streitkräften nicht ausreichend rotieren könnten. Außerdem sei ihr Material mittlerweile abgenutzt, weswegen sie dringend Nachschub benötigten. Die Russen, so der ukrainische Kommandeur, handelten nach dem Militärhandbuch und warteten mit Großangriffen normalerweise auf günstigere Wetterbedingungen.
Anfang Juli 2024 gaben die ukrainischen Streitkräfte bekannt, sich aus der östlichen Vorstadt von Tschassiw Jar, dem sogenannten Kanalviertel, zurückgezogen zu haben, weil es „nicht mehr möglich“ sei, es zu halten. Ende Januar 2025 verkündeten ukrainische, europäische, amerikanische und indische Medien den Fall der Stadt Tschassiw Jar an Russland, wozu Moskau und Kiew beiderseits keine Stellung nahmen. Ende Juli 2025 meldete das russische Verteidigungsministerium, russische Truppen hätten die Stadt "befreit". Die Ukraine bestritt, dass die Stadt vollständig erobert worden sei und die ukrainische Kartographie-Plattform DeepState, die Frontverläufe nachzeichnet, wies westliche Teile von Tschassiw Jar als noch nicht als von Russland eingenommen aus.